# Gregarina sipunculi
Gregarina sipunculi is een soort in de taxonomische indeling van de Myzozoa, een stam van microscopische parasitaire dieren. Het organisme komt uit het geslacht Gregarina en behoort tot de familie Gregarinidae. Gregarina sipunculi werd in 1845 ontdekt door von Kolliker.